# Gustav Lindenthal
Gustav Lindenthal est un ingénieur civil américain d'origine austro-hongroise, né à Brünn, margraviat de Moravie, le 21 mai 1850 et mort à Metuchen, comté de Middlesex, État du New Jersey, le 31 juillet 1935.
Il a conçu le Hell Gate Bridge à New York. Dans la conception de ses ouvrages, Gustav Lindenthal a recherché qu'ils répondent aux besoins qui justifiaient leur construction mais qu'ils soient aussi esthétiquement agréables à l'œil du public. N'ayant qu'une faible éducation académique et sans aucun diplôme en génie civil, Gustav Lindenthal a basé son travail sur son expérience et sur les techniques déjà utilisées par d'autres ingénieurs.

## Biographie
Gustav Lindenthal est né à Brünn, en 1850, dans l'Empire austro-hongrois, aujourd'hui Brno , en République tchèque. Il a d'abord été employé comme maçon et charpentier à partir de 1866. Il a aussi travaillé dans un atelier mécanique. En 1870, à 18 ans, il a quitté sa famille pour s'installer à Vienne

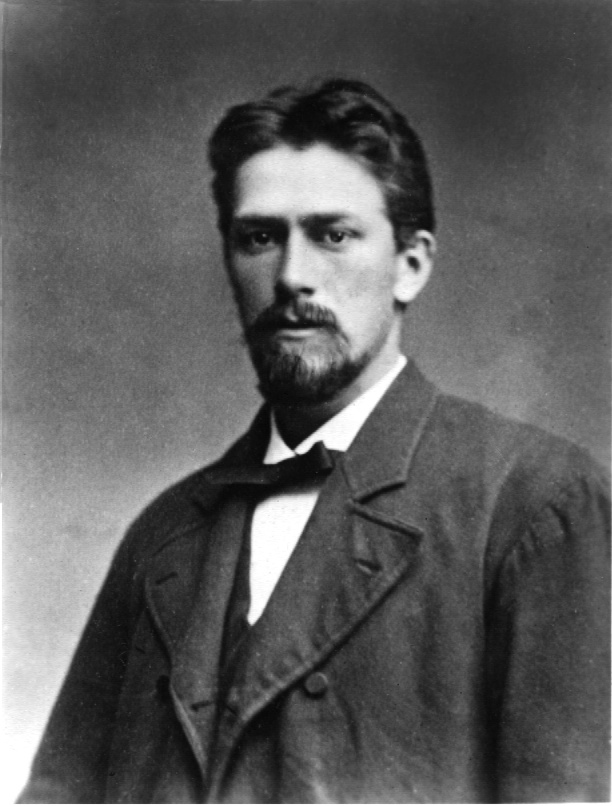
Gustav Lindenthal en 1880

À Vienne, il devient assistant dans le département d'ingénierie de la compagnie de chemin de fer Elisabeth-Bahn. Il a pu suivre à Vienne quelques conférences d'ingénierie pour se former à l'ingénierie, mais l'essentiel du savoir théorique nécessaire à l'exercice de son métier, il l'a acquis par lui-même. Deux ans plus tard, il a rejoint l'Union Construction Company, où il a acquis de l'expérience dans la construction de plans inclinés et des voies ferrées. En 1873, il rejoint la Compagnie nationale de chemin de fer suisse comme ingénieur dans le département chargé des implantations et de la construction. C'est probablement son absence de diplôme d'ingénieur qui l'a amené  penser qu'il aurait un avenir limité en Europe et à choisir de partir s'installer aux États-Unis en 1874. Les exemples de James B. Eads et d'Octave Chanute qu'il était alors possible pour des hommes sans aucun diplôme d'y acquérir des positions enviables.
Aux États-Unis, il a commencé à travailler plusieurs mois comme maçon à la réalisation des fondations du bâtiment en granit du mémorial de la Centennial International Exhibition de Philadelphie. Après l'achèvement de ce projet, Lindenthal travaillé pour la Keystone Bridge Company de Pittsburgh, en Pennsylvanie , sur des projets à Chicago et Pittsburgh pendant trois ans. L'expérience qu'il a pu y acquérir lui a permis d'obtenir le statut d'ingénieur des ponts en 1879 à Cleveland en travaillant pour l' Atlantic and Great Western Railroad. Ce travail l'a conduit à faire de nombreux déplacements.
En 1881, Lindenthal a créé sa propre bureau d'études à Pittsburgh où il commence par y construire quatre ponts dans la région : 30th Street Bridge (Île Herrs), Smithfield Street Bridge (sur la rivière Monongahela, 1883), pont sur la rivière Youghiogheny à McKeesport, Pennsylvanie (1883), et de la rue du septième pont sur la rivière Allegheny (rivière) (1884).

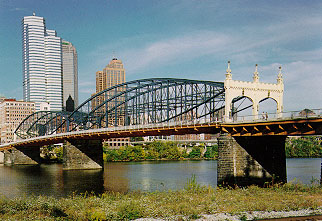
Smithfield Street Bridge.

En 1884, il fonde à New York la North River Bridge Company, avec l'intention de construire un pont important au-dessus du fleuve Hudson pour compagnie Pennsylvania Railroad. Bien que la Pennsylvania Railroad ait finalement décidé de construire des tunnels sous le fleuve plutôt que d'un pont, les deux sociétés ont poursuivi leurs relations. La Pennsylvania Railroad retenu Lindenthal en 1904 pour travailler sur le New York Connecting Railroad et diriger le projet Hell Gate Bridge. Le pont achevé a été inauguré par Lindenthal et la Pennsylvania Railroad le 9 mars 1917.
La Ville de New York a nommé Gustav Lindenthal Directeur des ponts en 1902. Il a travaillé sur plusieurs projets de ponts sur l'East River et dirigé le projet du Queensboro Bridge, qui a été achevé en 1909.
La North River Bridge Company a étudié un grand pont suspendu pour la route et le train sur l'Hudson, en 1920, au niveau de la 57e rue à Manhattan. Mais ni la ville, ni les chemins de fer n'y étaient favorables. C'est Othmar Ammann qui a élaboré une proposition de pont à échelle réduite plusieurs années plus tard, le pont George-Washington, achevé en 1931.
Lindenthal a travaillé sur plusieurs autres projets de ponts à travers le pays dans les années 1920. Son pont le plus célèbre en dehors de New York est le Sciotoville Bridge, au-dessus de l'Ohio, achevé à peu près en même temps que le Hell Gate Bridge.

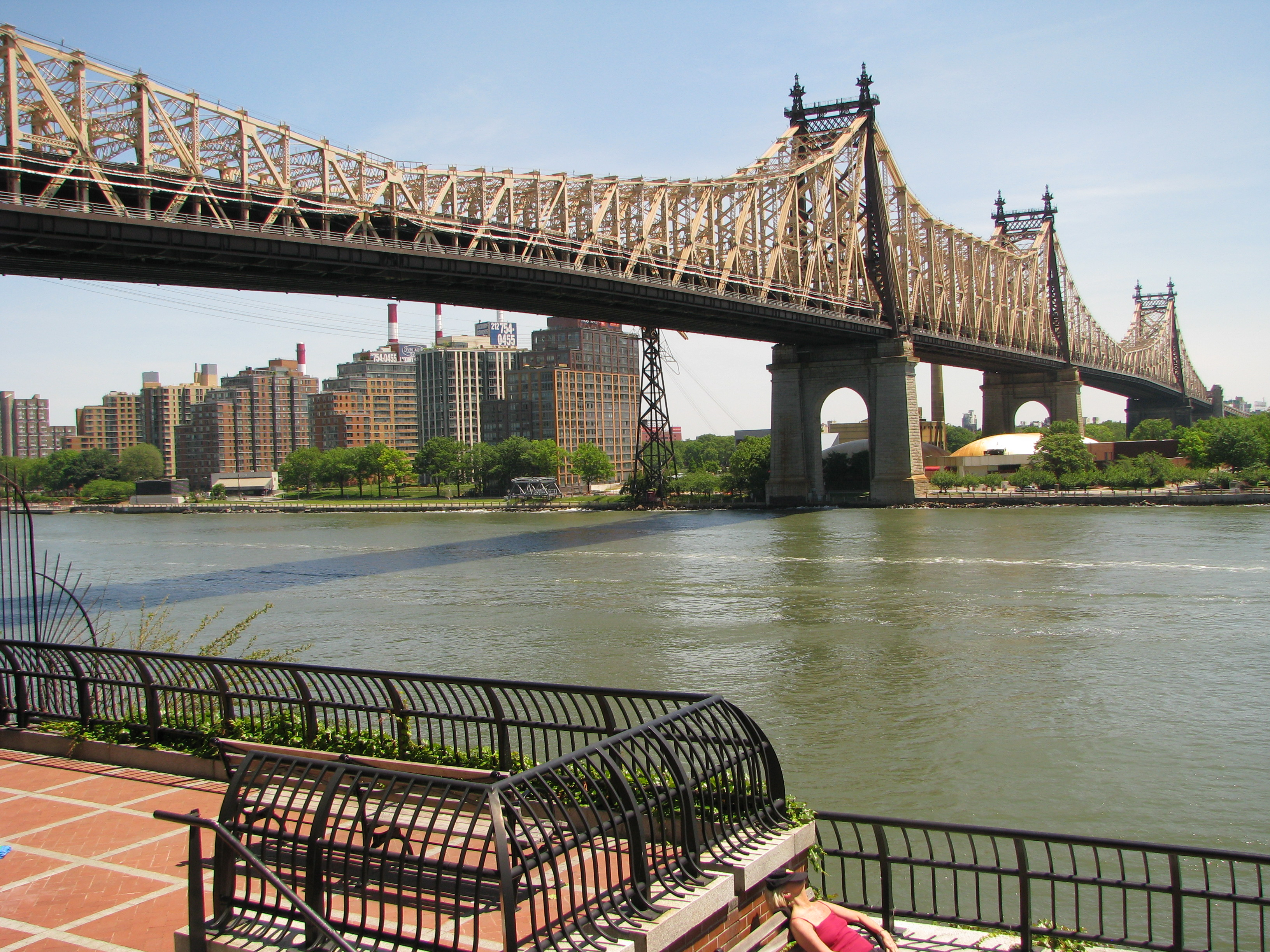
Queensboro Bridge.
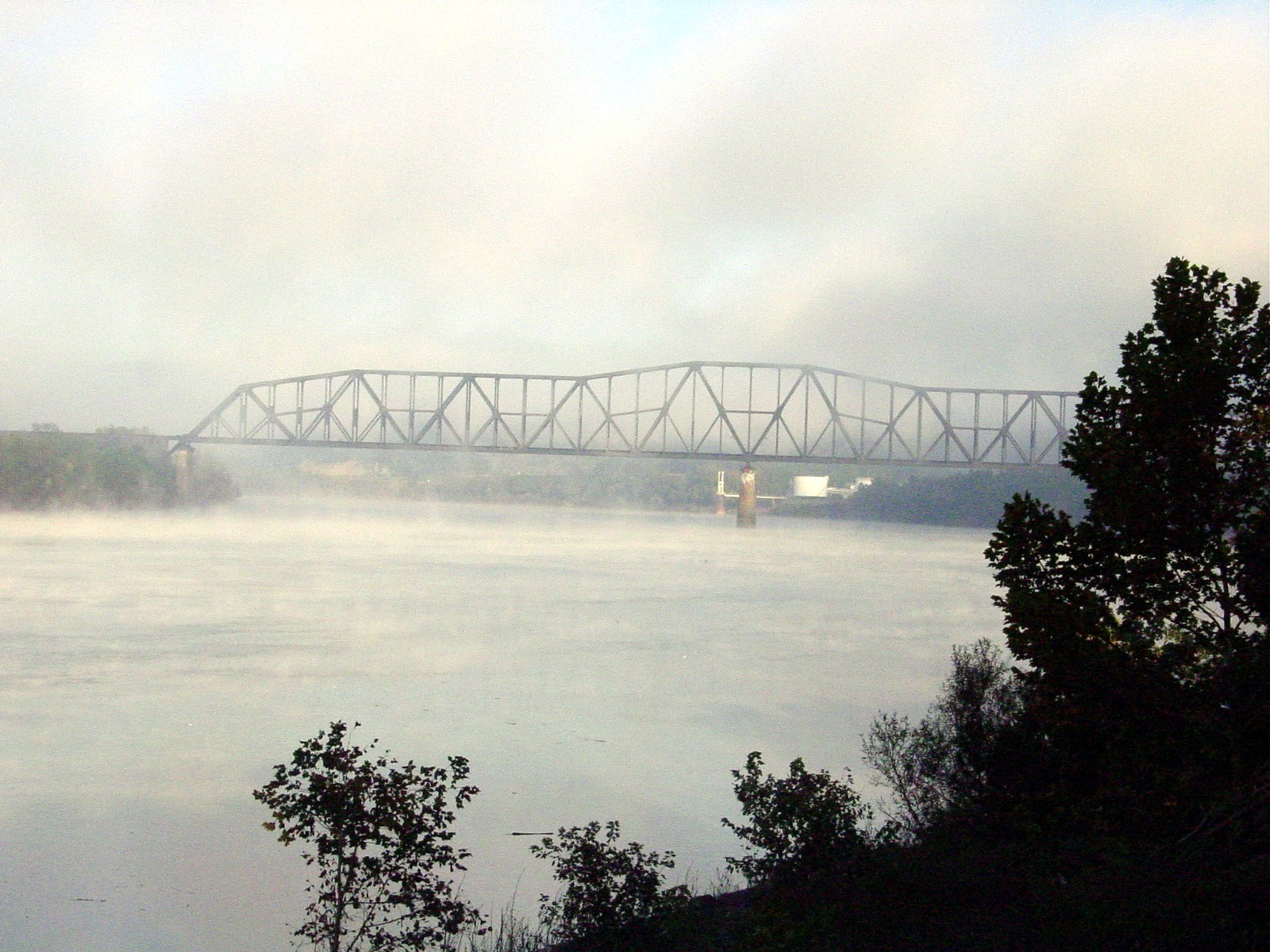
Sciotoville Bridge.
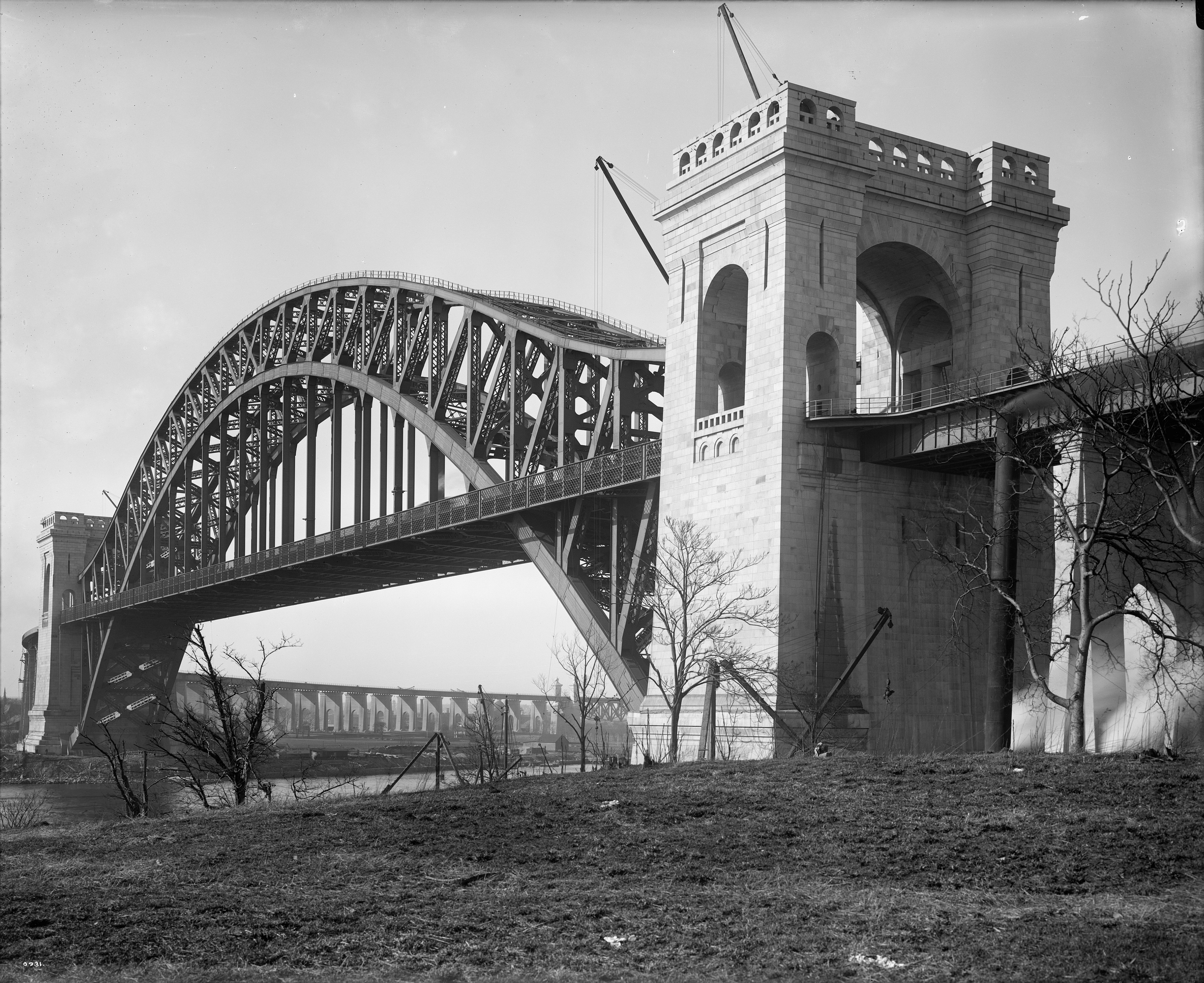
Hell Gate Bridge vers 1917.

Lindenthal a conçu trois ponts à Portland, Oregon, en 1925 et 1926.
Lindenthal a succombé à une longue maladie à son domicile de Metuchen, New Jersey.

## Divers
Gustav Lindenthal a également publié une réflexion sur une monnaie mondiale. Aux États-Unis, il a publié sous son nom, en Allemagne sous le pseudonyme "Economicus".

## Distinctions
- Rowland Prize de l'American Society of Civil Engineers, pour l'article Rebuilding Monongahela Bridge in Pittsburgh, Pennsylvania, en 1883.
- Docteur honoris causa en génie civil de l'université technique de Dresde, en 1911.
- Médaille d'or pour la réalisation du Hell Gate Bridge, au cours d'une Exposition technique à Leipzig, en 1913.
- Docteur honoris causa de l'École supérieure technique de Brno, en 1921.
- Docteur honoris causa de l'université technique de Vienne, en 1926.

Il est membre de plusieurs associations américaines et étrangères.

## Gustav Lindenthal Medal
L' International Bridge Conference est le lieu de rencontre annuelle de construction des ponts en Amérique du nord, en Europe et en Asie. La Médaille Gustav Lindenthal est attribuée à un ouvrage au cours de chaque conférence annuelle depuis 1999. Parmi les ponts récompensés, on trouve le viaduc de Millau, en 2005, et le pont Juscelino Kubitschek, en 2003.